# Death's Marathon
Death's Marathon er en amerikansk stumfilm fra 1913 af D. W. Griffith.

## Medvirkende
- Blanche Sweet
- Henry B. Walthall
- Walter Miller
- Kate Bruce
- Robert Harron